# Dialogue intérieur (psychologie analytique)
 (novembre 2011).
Si vous disposez d'ouvrages ou d'articles de référence ou si vous connaissez des sites web de qualité traitant du thème abordé ici, merci de compléter l'article en donnant les références utiles à sa vérifiabilité et en les liant à la section « Notes et références ».
Le dialogue intérieur est une préconisation de la psychologie analytique jungienne.
Il est à différencier de la méthode développée dans les années 1970 par Hal Stone et Sidra Stone appelée en anglais Voice Dialogue, méthode qui nécessite un interlocuteur extérieur. Ici le dialogue intérieur est développé au sens de la psychologie analytique.

## Définition
Si un individu prend du temps avec lui-même, et à discuter patiemment de tel ou tel point, il finit en discutant les points et contre-points de vue qu'il possède, à prendre des positions et à mieux se connaitre. Avec le temps, ce qui doit être élevé au rang de méthode — la discussion avec soi-même — s'améliore, et celui-ci en harmonie, les émotions sont moins vives et moins prégnantes, les idées sur les choses et lui-même beaucoup plus claires et moins fondées sur ses préjugés, ses actes finissent par plus le ressembler.
«... il faut se cultiver dans l'art de se parler à soi-même, au sein de l'affect, et d'utiliser celui-ci, en tant que cadre de dialogue, comme si l'affect était précisément un interlocuteur qu'il faut laisser se manifester, en faisant abstraction de tout esprit critique. Mais, ceci une fois accompli, l'émotion ayant en quelque sorte jeté son venin, il faut alors consciencieusement soupeser ses dires comme s'il s'agissait d'affirmations énoncées par un être qui nous est proche et cher. Il ne faut d'ailleurs pas s'arrêter en cours de route, les thèses et antithèses devant être confrontées les unes avec les autres jusqu'à ce que la discussion ait engendré la lumière et acheminé le sujet vers une solution satisfaisante. Pour ce qui est de cette dernière, seul le sentiment subjectif pourra en décider.
Naturellement, en pareil débat, biaiser avec soi-même et chercher des faux-fuyants ne nous serviraient de rien. Cette technique de l'éducation de l'anima présuppose une honnêteté et une loyauté pointilleuses à l'adresse de soi-même, et un refus de s'abandonner de façon prématurée à des hypothèses concernant les desidera ou les expressions à attendre de “l'autre côté”. » 
C.G. Jung « Dialectique du moi et de l'inconscient », Idées / Gallimard, 1973, Modèle:P.174.

## Exemple

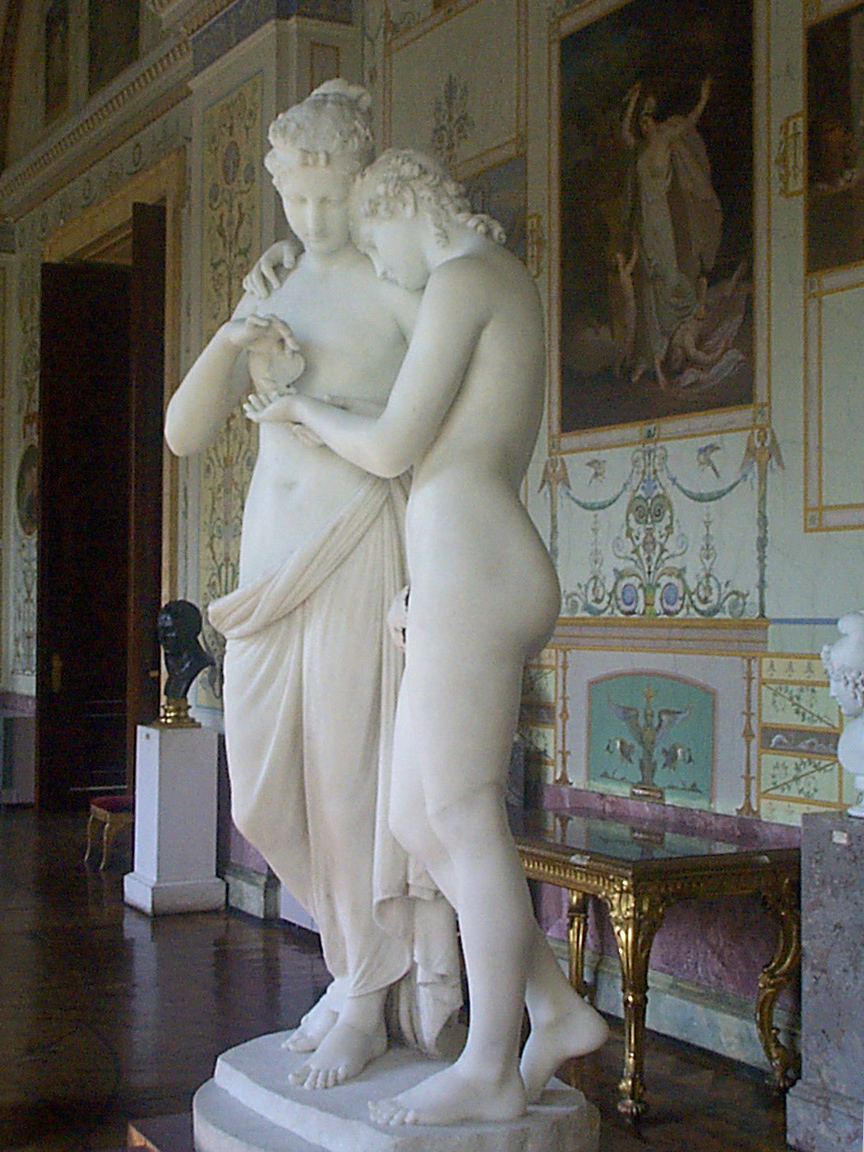
« Illustration du dialogue de l'homme avec son anima » : Représentation de Psyché et Cupidon.

Dans le cas des hommes, la difficulté du dialogue avec soi-même réside dans le fait qu'il doit faire face à une part de féminité en lui-même.
Le soubassement machiste (entendu ici comme la mère ayant eu un jour d'autorité sur eux et la révolte virile dont ils sont porteurs pour la vie) peut donner lieu à un refus d'accepter cette existence en eux-mêmes d'une femme (ou partie féminine) et les entraîner dans l'angoisse. Survenant à l’âge mûr, au travers de crises (l'opinion publique parle de crise de la trentaine, crise de la quarantaine, etc.) pousse l'homme à faire face à cette femme intérieure.
Pour l'homme, « Il faut élever ce dialogue avec l'anima à la hauteur d'une technique. Chacun possède la particularité et aussi l'aptitude de pouvoir converser avec lui-même. Chaque fois qu'un être se trouve plongé dans un dilemme angoissant, il s'adresse, tout haut ou tout bas, à lui-même la question (qui d'autre pourrait-il donc interroger ?) : “Que dois-je faire ?” ; et il se donne même (ou qui donc la lui donne en dehors de lui ?) la réponse. »
L'angoisse, le dégout, la recherche de la femme intérieure peut entraîner l'homme dans une recherche extérieure de crise. L'exemple classique est la recherche de jeune femme chez un homme âgé, cette crise n'attendant cependant pas le nombre des années et peut toucher l'homme même au sortir de l'adolescence. Et il n'est pas rare de la rencontrer chez les 25-30 ans. Cependant, par le dialogue l'homme peut traverser cette crise de manière douloureuse. Il s'agit en fait d'une étape de maturation et de maturité pour passer à un état psychique plus mûr, lors d'un long processus souvent douloureux. Le dialogue intérieur bien que difficile se doit d'être alors réalisé.
« Tout l'art de ce dialogue intime consiste à laisser parler, à laisser accéder à la "verbalisation" le partenaire invisible, à mettre en quelque sorte à sa disposition momentanément les mécanismes de l'expression, sans nous laisser accabler par le dégoût que l'on ressent naturellement vis-à-vis de soi-même au cours de cette procédure qui semble un jeu d'une absurdité sans limite, et sans non plus succomber aux doutes qui nous assaillent à propos de l'“authenticité” des paroles de l'interlocuteur intérieur. » (C.G. Jung, « Dialectique du moi et de l'inconscient », Idées / Gallimard, 1973, p. 171/172).
À noter qu'il en est de même avec pour la femme qui a de la difficulté à accepter son versant masculin (ou homme intérieur). La difficulté est liée à accepter ses opinions (autoritaires, dures, parfois décontextualisées, qui n'ont vraiment de sens que pour elle) et les fantasmagories liées à cet état (images d'hommes brutaux, viol ou violence). Mais aussi les traits de caractère qui sont socialement attribuées aux hommes. Cet état dépassable lui aussi l'oblige au dialogue, sinon soit elle refoule cette étape, soit elle se perd dans une sur-masculinité sans vie (pour la femme, voir Animus).

## Dialogue intérieur et individuation
L'individuation est pour Carl Gustav Jung, caractéristique de la seconde moitié de la vie : quand l'homme a établi sa place dans le monde, une nouvelle exigence peut se faire valoir à lui : celle d'être vraiment lui-même, être ce qu'il est, tout ce qu'il est, et seulement ce qu'il est. C'est l'archétype du Soi qui suscite et dynamise ce processus.
«  L'individuation n'a d'autre but que de libérer le Soi, d'une part des fausses enveloppes de la  persona, et d'autre part de la force suggestive des images inconscientes.  »
Il arriverait donc qu'à un moment de sa vie, dans ce que Carl Gustav Jung nomme « la seconde partie de sa vie » ou que les psychanalystes nomment « l'âge de la maturité », certains êtres humains cherchent à devenir plus eux-mêmes, à s'assumer plus, à grandir.
Un individu peut alors questionner tous les aspects de sa personne. Sa part d'Ombre, ou par exemple son enfant intérieur. Ce « fripon divin » qui peut être par exemple envahi de fausses représentations, d'images, d'allant de soi, qui cherche aussi à le ramener sur le chemin de lui-même par sa propre médiation.
Cherchant à rompre par exemple avec leurs parties primaires, subpersonnalités développées pour s'adapter et survivre dans l'enfance mais qui ne sont plus nécessaires dans leur vie d'adulte, certains personnes traversent parfois des moments de conflit ou de douleurs. C'est ce qui pousse, parfois, des personnes dans les sociétés occidentales à consulter les psychanalystes ou les psychothérapeutes : rompre avec une vieille douleur, plus s'assumer, aller mieux etc. en se mettant à être davantage en dialogue avec elle-même.

### Associations Professionnelles de Dialogue Intérieur/ Voice Dialogue
- Association Francophone de Dialogue Intérieur/ Voice Dialogue : AFDialogue

http://afdialogue.eu/
- Voice Dialogue Europe :

http://voice-dialogue-europe.net/
- International Voice Dialogue agreement IVDA :

http://www.ivda.info/ivda_french_1209.php